# Groupe Fides
Le Groupe Fides, anciennement les éditions Fides ou Fides (maison fondée en 1937 par le père Paul-Émile Martin), est une maison d’édition québécoise cofondée en novembre 2010 par Stéphane Lavoie, alors directeur général et seul actionnaire privé. Le groupe naît après l’achat de Fides par les Éditions Saint-Martin, ce dernier ayant fusionné avec Fides pour créer la nouvelle entité. La maison Fides est connue pour avoir publié et réédité les œuvres des plus grands écrivains et intellectuels québécois, tels Marius Barbeau, Alfred Desrochers, Lionel Groulx, Germaine Guèvremont, Félix Leclerc, Laure Conan, Émile Nelligan ou Hector de Saint-Denys Garneau, et de romancier comme Yves Beauchemin et Louis Gauthier, des essais comme ceux de Pierre Vadeboncoeur et de Benoît Melançon, ou des livres religieux ou de spiritualité comme ceux d’Henri Nouwen et Benoît Lacroix.

## Histoire

### Début
Dès son entrée au scolasticat chez les pères de la Congrégation de Sainte-Croix, Paul-Aimé Martin participe à la rédaction du journal de l’organisation Jeunesse étudiante chrétienne (JEC), et met sur pied un groupe d’étudiants de rédaction de fiches de lecture qui sont diffusées à l’interne. C’est après l’annonce, dans une conférence sur l’état des finances du scolasticat, que le père Martin propose comme projet, et source de revenus possible, de créer une revue qui publiera les fiches de lecture,. C’est surtout l’idée de faire contribuer les jeunes au projet et de l’intérêt que pourrait rapporter économiquement la revue qui convint le directeur de la JEC. Le premier numéro de la revue Mes Fiches est publié en mars 1937. C'est la JEC qui assurera sa publication, par le fait que son secrétariat se trouve dans le Scolasticat de Sainte-Croix, et que le public cible premier de la revue étant les pensionnaires, les professionnels de la formation, les étudiants, et les membres de la JEC.
Très vite, le succès grandissant de la revue, avec l’ajout de publication de tracts et d’ouvrages, et le désire de répondre à la demande venant de ses publications annexes, va amener le père Martin et ses collaborateurs à fonder une maison d’édition.

### Fondation et essor
Face au succès de ses publications et des rééditions d’ouvrages de l’Action française dû à l’occupation de la France, l’organisation se tourne de plus en plus vers un programme éditorial. Le succès financier de la revue convint les pères de Sainte-Croix d’approuvé le projet du père Martin de fonder une maison d’édition. C’est ainsi que le 20 juillet 1942 que les Éditions Fides voient le jour, officiellement constitué en Corporation sans but lucratif, autonome sur le plan civil, mais dépendant sur le plan canonique de la Province canadienne de la Congrégation de Sainte-Croix. L’équipe du père Martin agissait déjà comme une maison d’édition et sa première collection, Face au mariage, publiée depuis janvier 1941, affichait déjà le nom de Fides. Cette nouvelle entité reste la propriété de la Congrégation des pères de la Sainte-Croix, mais cette dernière lui accorde une grande autonomie, se basant sur une responsabilité de laïcs et de religieux. L’implication de membres laïques et son autonomie administrative le distingue des autres maisons d’édition religieuses au Québec. Le père Martin délaisse le nom Mes Fiches pour celui de Fides, puisque ce nom répond à la connotation de la mission socio-religieuse que la maison d’édition souhaite transmettre, et que le mot, même en latin, est connu à l’internationale. Comme il est inscrit dans sa charte de fondation, son objectif est « de promouvoir chez les individus l’humanisme intégral et dans la nation l’ordre social-chrétien par le moyen d’éditions de toutes sortes et par la mise sur pied de services bibliographiques »; d’où son slogan Au service de l’humanisme intégral et de l’ordre social-chrétien.

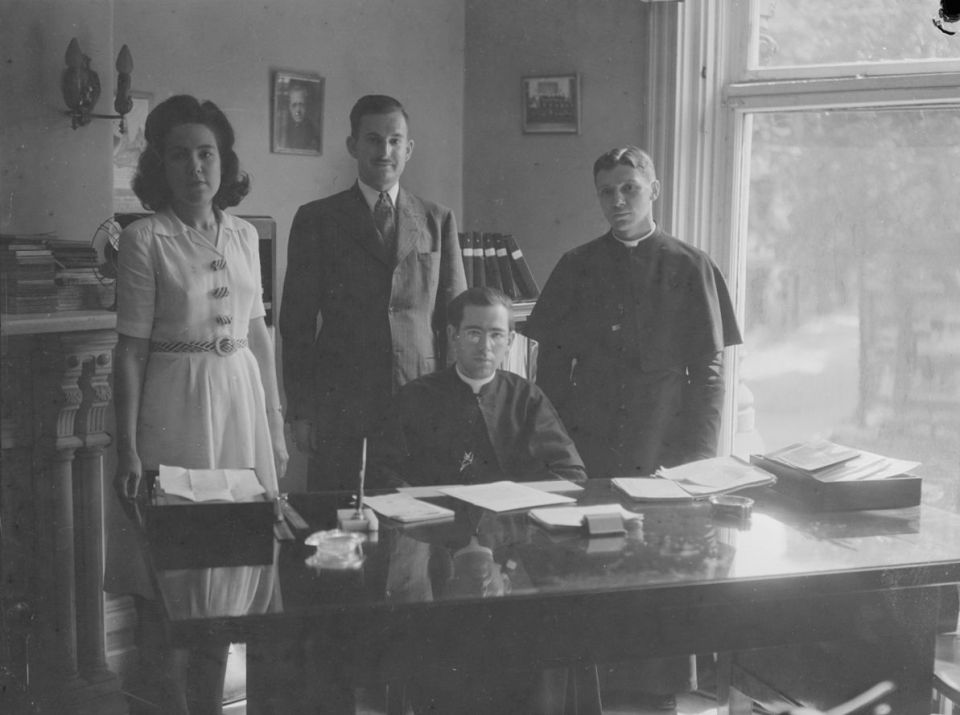
Les membres du conseil d'administration en 1944: Cécile Martin, Paul-Aimé Martin, Paul Poirier et André Cordeau.

Dès sa création, Fides est en pleine expansion. À l’étranger, elle a un partenariat avec la société Apostolate Press, où elle importe des ouvrages américains pour le Québec et qui sont traduits par elle, et exporte vers les États-Unis par le biais de cette dernière. Elle ouvre deux succursales à l'étranger : une à São Paulo en 1945 qui durera 7 ans, l’autre à Paris, qui lui donne un pied à terre en Europe et une vitrine pour elle et la littérature canadienne-française. Voulant rejoindre les francophones hors Québec et les catholiques anglophones, elle ouvre quelques succursales, notamment dans l’Ouest canadien. Tandis qu’au Québec, elle devient la première entreprise québécoise à mettre en place une chaîne de librairies, plusieurs succursales et dépôts sur le territoire. Elle profite des nombreuses librairies indépendantes régionales, pour étendre son influence au Québec et faciliter son implantation; de même, elle est associée avec trois librairies diocésaines québécoises.
D’abord installée dans les locaux de la JEC au 430 Sherbrooke Est, elle déménage rapidement ses locaux sur la rue Saint-Denis, devant le succès de sa revue. Elle doit engager d’autres employés, triplant le nombre de personnels, pour répondre à la demande. Cependant, devant l’importance grandissante que prend l’organisation sur le plan littéraire, elle déménage de nouveau ses bureaux le 28 mai 1946 au 26 rue Saint-Jacques, dans l’édifice Ernest Cormier. L’inauguration est faite avec vaste et le cardinal Villeneuve y donne une conférence, qui sera à l’origine de la création de la revue Lecture la même année. Occupant quelques locaux de l’immeuble au début, Fides finit par l'occuper tout l'espace plus tard; le père Martin y aménage même une chapelle et doit acquérir un immeuble voisin, sur la même rue, pour répondre aux besoins de la maison d’édition. Toutefois, en 1961, le personnel apprend que leur immeuble sera exproprié pour la construction du nouveau palais de justice du Québec dans le quadrilatère où il se trouve, alors que pour répondre à leur besoin et à la librairie, Fides avait acquis d’un édifice voisin en début d’année. Après des recherches, la direction décide d’acheter un terrain pour recommencer à neuf. Situé au coin du boulevard Dorchester et de la rue Sainte-Élisabeth, il est acheté en 1962 et le contrat pour la construction signé en 1963. Pour avoir accès à un financement à long terme avec un taux raisonnable de la banque permettant de couvrir les coûts, Fides vend ses librairies les moins rentables; le reste étant couvert par les sommes reçues pour l’expropriation. Le nouveau siège social est immeuble de sept étages avec une librairie au rez-de-chaussée.
Au niveau de la littérature, voulant mettre de l’avant des œuvres nationales, le père Martin participe à l’élaboration de la Collection du Nénuphar, qui est lancée en 1944; le milieu intellectuel de l’époque jugeait comme trop tôt pour pouvoir désigner une œuvre dans le répertoire québécois comme classique. Sur le plan de la lecture jeunesse, profitant du baby-boom de l’après-guerre, Fides se lance dans la création de périodiques destinés aux jeunes. Elle embauche Roland Canac-Marquis, un professeur de la Commission des Écoles Catholique de Montréal (CÉCM), pour gérer les publications jeunesses. Dirigeant la revue Hérauts depuis 1947, avec son expérience et sa connaissance des besoins du milieu scolaire, il propose de publier des fascicules pour l’enseignement au primaire. Après un premier refus, il revient plus tard avec l’idée de deux revues : l’une pour les enseignants et l’autre pour les élèves de 3e à la 7e année. Ces revues sont pour combler le manque d’outils d’enseignement venant de la nouvelle réforme scolaire de l’instruction publique de 1948. Elle profite du fait qu'il n’y a pas de contrôle sur la vente de périodiques dans les commissions scolaires pour vendre ses revues. Ces dernières seront autorisées officiellement, surveillées par un sous-comité catholique et la commission scolaire en 1955. Plusieurs revues sont créées, mais les revues L’Élève et Le Maître sont celles qui ont le plus de succès. Ils sont bien vus par le Comité catholique et l’épiscopat, puisque complémentaire utile à l’enseignement religieux et du petit catéchisme. À la suite du succès de la revue L’Élève, elle se lance dans les ouvrages scolaires en 1956. Devant le succès des ventes des périodiques et des livres scolaires, Fides achète l'imprimerie du journal Le Canada en 1953 pour répondre à la demande. Elle rachète l’autre moitié d’immeuble, où se trouve l'imprimerie, de la rue De Gaspé en 1958, devant la quantité de papier qui rentre pour les presses et des publications qui sortent de son imprimerie.
Toujours pour rejoindre les jeunes, elle lance le Club des deux livres en 1952, un club de lecture où les abonnés reçoivent deux livres à prix réduit sélectionnés par Fides, lui permettant de remplir sa mission de promotion de la lecture et d’écouler ses surplus. Elle utilise le club pour écouler également ses nouveautés auprès des jeunes, et atteindre aussi les gens qui n’ont pas accès à une librairie. Elle change de modèle et de nom, Club canadien du livre, en 1958, pour essayer d’avoir plus d’abonnés, mais cesse ses activités en 1962 devant le peu de gens qui y s’abonnent.

### Années troubles
À partir du début des années 1960, Fides rentre dans des années troubles. Plusieurs succursales vont fermer en raison de leur faible rentabilité. Elle doit se départir de ses deux succursales de l’Ouest et du dépôt de Saint-Paul en 1964. Les deux succursales sont cédées à des groupes francophones. Quant aux succursales du Québec, ceux de Hauterive et Montmagny ferment en même temps que ceux de l’Ouest. Alors que Fides-Paris, changeant souvent d’adresse et essayant d’être rentable, son sort est scellé en octobre 1968. Même après l'ouverture d’autres succursales au Québec au début des années 1970, Fides les fermera toutes en 1974, ne gardant que celle de son siège social à Montréal.
En mars 1963, le comité d’évaluation des ouvrages scolaires de la Commission des écoles catholiques de Montréal (CÉCM) remet un rapport où il recommande l’interdiction de la revue L’Élève pour plusieurs motifs, notamment de ces « déficiences en matière de nouvelles approches pédagogiques, tout comme il reproche à l’éditeur la promulgation d’un catholicisme de façade, où rien ne débouche vers un engagement ». Toute de suite après ce rapport, Fides revoit toute la revue pour répondre aux critiques; le père Martin soulignant que les critiques pointaient le Département d’instruction publique (DIP) que la revue et Fides cherchant aussi à éviter que d’autres commissions scolaires ne l'interdisent. Toutefois, ces efforts pour éviter la polémique échouent, donnant l’effet contraire. Plusieurs personnes répondent à Fides via des lettres ouvertes qui sont publiées dans le quotidien La Presse, dénonçant la revue, sa mainmise dans le réseau scolaire, et son statut juridique qui lui permet d’éviter de payer certains impôts.
Au même moment, la Commission Bouchard est créée par le gouvernement du Québec avec pour mission de « faire enquête sur tous les aspects de la production, de la vente et de la distribution du livre au Québec ». Le père Martin participe à la commission en présentant un mémoire sur la maison d’édition. Il décrit en deux temps, la mission, les objectifs, le statut juridique de Fides, et parle des activités de la maison d’édition et de son bilan en 25 ans. Il termine en rappelant le caractère mixte laïc et religieux de l’administration et tous les profits sont réinvestis dans l’entreprise. À la lecture du mémoire, le commissaire Bouchard félicite les pères de Sainte-Croix « pour la façon désintéressée avec laquelle ils ont développé cette immense œuvre de presse canadienne-française », de republier des ouvrages pour le maintenir sur le marché, et d’avoir ouvert des succursales à travers le Québec, l’Ouest canadien et à Paris. Cependant, le père Martin devra revenir devant la commission pour discuter et fournir toutes les informations possibles sur la revue L’Élève.
À la fin de la commission, le rapport blâme Fides sur plusieurs points, notamment sur L’Élève. Cette dernière est citée comme un cas d’exemple d’abus, révélant que Fides a fait en dix ans plus d’un million de dollars avec la revue, sans payer d’impôts sur les profits, grâce à son statut juridique; ceci également avec tous les ouvrages qu’elle publie. Il est souligné qu’elle s’est entendue avec la Corporation des Frères de l’instruction chrétienne pour éviter de se faire concurrence et s’assurer un monopole sur marché scolaire,. Enfin, le comité pédagogique de L’Élève comptait cinq personnes qui étaient tous membres d’organismes du comité catholique qui ont eu à approuver la publication de cette revue, et qui ont retiré un traitement de Fides. Même ses librairies sont critiquées par le fait qu’elles ne font que proposer des ouvrages approuvés ou rentrants dans les mœurs des pères de Sainte-Croix appelés ‘’bons livres’’. Devant ces accusations, elle envoie un communiqué de presse à tous les médias, où le père Martin mentionne qu'il reconnaissait la valeur des recommandations du rapport, mais réfute les affirmations injustes contre elle, à savoir que la formule de L’Élève fut changée après les critiques, et que ses librairies ne font pas de discrimination en limitant l’accès à certains ouvrages.
À la suite des critiques de la commission et de comités, et des changements dans le monde de l’enseignement au Québec, Fides procède à des réformes dans ses revues, mais échoue à retrouver le succès. Aussi, elle décide de délaisser le secteur du livre jeunesse durant cette décennie. Toutefois, le secteur de l’édition se porte bien, notamment les secteurs des ouvrages religieux et des collections littéraires patrimoniales qui connaissent une grande expansion. L’impact médiatique de la commission et devant les résultats financiers souvent négatifs de Fides, amènent le Chapitre de la Province canadienne des pères de Sainte-Croix à recommander au conseil d’administration de faire une étude de gestion interne. Après une commission interne de la part de la Congrégation sur le statut juridique et sa gestion, il fut décidé que Fides sera indépendante de la Congrégation, que les laïcs seront plus nombreux et auraient plus de pouvoir et le droit de vote. Seules les lettres patentes de 1942 restent inchangées et le supérieur de la congrégation nomme toujours la majorité des membres. Le père Martin profite de l’implantation de la nouvelle structure pour prendre sa retraite en mai 1978, remettant sa démission; le père Maurice Dubé prend la relève.
En plus de la mauvaise publicité faite par les révélations durant la commission et par des particuliers, le nouveau siège social devient un gouffre financier. À partir de 1970, Fides doit louer des locaux pour couvrir les coûts de gestions de l’immeuble et les déficits. Elle commence à louer le 7e étage en 1971, jusqu’à devoir s’installer au rez-de-chaussée en 1975 et mettre la librairie au sous-sol. Elle reste dans l’immeuble jusqu’en août 1982, où elle déménage au 5710, avenue Decelles. Au niveau des librairies, même avec la loi sur le commerce du livre en 1971, Fides ne peut tenir ses dernières succursales, d’autant plus que ses principes entravent le fonctionnement de ses succursales en se privant de vendre des ouvrages jugés malsains. Ainsi, les finances de Fides sont souvent dans le négatif au cours des années 1960 et 70.
Sur le plan littéraire, Fides s’éloigne du secteur du livre jeunesse durant les années 1960, surtout dû à l’impact du rapport Bouchard. Devant l’arrivée de nouveaux éditeurs laïques, elle se retire progressivement du secteur de la nouveauté, pour se recentrer sur ceux du patrimoine, des travaux savants et des ouvrages de référence; des secteurs dont elle est la seule « à pouvoir soutenir ce genre de publications à risque » à long terme.
Quant aux revues, les nouvelles versions ne rencontrent pas le succès escompté. La diminution des tirages de L’Élève, Mes Fiches, Hérauts, et Lecture, pousse Fides à chercher un acheteur pour son imprimerie, d’autant plus qu’elle fut acquise pour les besoins de L’Élève et que les revues ont cessé d’être tirées vers 1965-1966. L’administration essaie de vendre l’imprimerie, mais se résout à vendre que le matériel à l’Imprimerie Saint-Joseph en 1970; les potentiels acheteurs n’étant pas intéressés à l’édifice où se trouvait le matériel.

### Renouveau et réorientation
Après le départ du père Martin, Fides est dirigée par le père Dubé jusqu’en 1983, où Sœur Micheline Tremblay prend la relève. Au courant des années 1980, Fides conclut des partenariats avec d’autres maisons d’édition pour fonder deux autres maisons d’édition : Éditions d’Enseignement religieux F.P.R et BQ; la collection Bibliothèque québécoise devient une maison d’édition connue sous le sigle BQ. Elle déménage de nouveau en janvier 1990 dans un édifice au 165 de la rue Deslauriers, et dans la même année, elle acquiert la maison d'édition Bellarmin.
En 1992, Antoine Del Busso devient le directeur, et le premier laïc à occuper ce poste. Il diversifie l’offre offerte chez Fides « en publiant davantage de livres dans des domaines autres que ceux de la religion et de la spiritualité ». Il change l’image de la maison d’édition en augmentant le nombre de publications outre dans les domaines religieux et spiritueux, attirant de nouveaux écrivains, et enrichissant les collections de Fides.

### Faillite et vente de Fides
Au début de 2010, l’accumulation de dettes sur plus d'une dizaine d'années, venant principalement de collections non rentables et d'une gestion financière déficiente, l’oblige à se restructurer. Devant ces difficultés économiques que la maison d'édition rencontre, la Congrégation de Sainte-Croix décide de la vendre. Elle choisit l’offre des Éditions Saint-Martin, entreprise alors dirigée par Stéphane Lavoie à titre de directeur général et de co-actionnaire, dont la vision assurait la pérennité de la maison Fides. Une fois que Saint-Martin l’acquiert, elle cesse d’exister pour devenir Groupe Fides, toujours placé sous la direction de Stéphane Lavoie en tant que cofondateur et seul actionnaire privé. La nouvelle entité est divisée en trois volets : Fides, Fides Éducations et Biblio-Fides. La première regroupe tout le catalogue de Fides et le domaine littéraire, le second regroupe toutes les autres activités des deux maisons et consacrées au domaine de l’éducation, le dernier regroupe tous les formats poche que va publier la nouvelle entité.
En octobre 2020, le Groupe Fides acquiert les Éditions La Presse.

## Partenaire, succursales et dépôts

### Fides Publisher Inc
Un an après sa fondation, Fides exporte déjà ses ouvrages aux États-Unis dans une version anglaise, via la société Apostolate Press. Cette société fut créée par le père Putz en 1943, comme société offrant un service d’édition et de propagande spécialisé dans la littérature d’action catholique, après avoir été en contact avec le directeur de Fides Victor Martin. Deux ans plus tard, elle adopte le nom de Fides Publishers Inc, mais reste toujours indépendante de Fides Montréal. Leur relation cesse en 1953 par le fait que Fides Publisher Inc a sa propre autonomie. Elle continue d’exister jusqu’aux années 1970. Durant leur collaboration, les ouvrages traduits du français publiés aux États-Unis seront dans la collection Apostolate Library.

### Editora Fides Itda
Avec l’approbation du supérieur général de la Congrégation de Sainte-Croix et celui de la province de la Province canadienne, cette succursale est la première créée par Fides, à São Paulo, en 1945. Elle est due au désir de l’ambassadeur du Canada au Brésil, Jean Désy, qui souhaite « que Fides diffuse des livres canadiens dans le public brésilien », et également de propager l’idéal de Fides au Brésil. Le choix de cette ville vient du fait que les pères de Sainte-Croix y fondent un collège la même année. Faute de beaucoup de capitaux investis dans le projet et de temps mis par les membres de la Congrégation au Brésil dans cette succursale, Fides décide de la fermer en janvier 1952.

### Fides-SARL ou Fides Paris
Dans l’immédiat de l’après-guerre, Fides envoie Benoît Baril comme délégué pour resserrer les liens et préparer des ententes de distributions exclusives avec les éditeurs qu’elle avait réimprimés durant la guerre, et de trouver une librairie qui pourrait diffuser les ouvrages de Fides. Après ce succès, le père Cordeau va en France pour signer avec les Éditions La Procure une entente de trois ans, en 1947, de diffusion de ses ouvrages en France, conclure des accords de coéditions avec des éditeurs, et faire connaître Fides au public français et européen.
La fin prochaine de l’entente avec La Procure convint le conseil d’administration d’ouvrir une permanence à Paris. Responsable de la mission, le père Martin installe en 1949 la librairie au 58, rue Notre-Dame-des-Champs, dans le 6e arrondissement. Cet immeuble est acquis au nom de la Congrégation de Montréal, pour loger les membres qui allaient étudier à l’Institut catholique ou à la Sorbonne. Un local est réservé à Fides pour son administration et ses expositions à Paris. Le père Martin fait enregistrer la succursale sous le nom de Fides-SARL, un homologue canadien de la loi française pour « Société sans but lucratif ». L’année suivante, faute d’espace suffisant dans l’immeuble où elle était située, et pour mieux répondre aux besoins de la librairie, Fides-SARL déménage dans un local plus vaste, au 120 boulevard Raspail. La succursale aura un large mandat: elle doit diffuser en France les auteurs Fides, d’éditer des ouvrages produits par elle, de faire de cette antenne une maison d’édition au sens propre, faire la promotion des œuvres de l’Oratoire Saint-Joseph du Mont-Royal (les ventes serviront à payer le salaire du gérant), et promouvoir la littérature canadienne. Pour Fides, ce projet est vu comme un carrefour à la fois pour les Français et les Canadiens français, d’où le titre de la devanture de l’inscription « MAISON DU LIVRE CANADIEN » sous le nom de la succursale, pour que les éditions canadiennes-françaises et les écrivains aient un endroit pour exposer.
La librairie est inaugurée religieusement le 14 juin 1950, en présence de membres de la Congrégation de Sainte-Croix et de la maison mère de Notre-Dame-de-Sainte-Croix, et inaugurée une seconde fois au public le 7 juillet 1950. Avec quatre grandes vitrines et possédant beaucoup d’espace, située entre deux stations de métro, et proche du Collège Stanislas, elle permet de faire des expositions et des évènements avec des auteurs, tout en présentant un grand nombre d’ouvrages en même temps,. La succursale accueille dans son enceinte, à l’étage, l’Association nationale France-Canada, créée plus tôt la même année.
Le Dr George Durand devient le premier directeur de la succursale. Rencontré par le père Martin en mission en France, en 1948, il est passionné par le Canada et le monde littéraire du pays. Il a comme mission de faire connaître la maison d’édition Fides et la culture canadienne aux Français. Faute de salaire digne d’un directeur, il démissionne et il est remplacé par Daniel Champy en 1950, également un amoureux d’ouvrages et d’éditions sur le Canada; Durand continuera cependant à s’impliquer avec la succursale. Cependant, même si la librairie avait un certain succès sur le plan culturel, avec ses réceptions, ses évènements, et sur la visibilité par le biais des médias et des actions des gérants, Fides-SARL connaît des difficultés d’ordre financier. Elle doit, depuis le début de son existence, affronter les problèmes d’importation de ses œuvres dus à l’administration française qui ralentissent leur entrée en France. Avec les coûts de gestions de l’espace qu’occupe la librairie, certaines opérations onéreuses, en particulier l’importation d’ouvrages d’éditeurs canadiens, et des frais d’administration élevés, Fides se résout à se départir de sa librairie pour absorber les pertes et redevenir rentable financièrement. En 1955, le local est vendu à la Société encyclopédique universelle (S.E.U.), filiale des Éditions Larousse, les activités de distribution sont confiées aux Éditions de La Colombe, et le projet de Maison du livre canadien à la librairie des Amitiés françaises. Fides-SARL ne s’occupera que de la diffusion. Champy reste jusqu’en 1961, où il remet sa démission après que Fides lui refuse de le décharger des tâches financière et administrative de la succursale, et le confier à quelqu’un d’autre pour qu’il s’occupe seulement de la diffusion et de la vente. Jean Ritzinger est engagé la même année, connaissant bien Fides. Entre-temps, jusqu’en 1958, elle change plusieurs fois d’adresse, avant de s’installer au 3, rue Félibien, dans le 6e arrondissement. Le père Martin fait plusieurs voyages en Europe pour régler les problèmes de la succursale.
En 1965, Fides tente de sauver sa succursale avec l’idée de la transformer, avec d’autres éditeurs et l’Association des éditeurs canadiens, à un centre de diffusion de livre canadien à Paris. Cependant, les éditeurs déclinent l’invitation, refusant d’investir leur finance dans ce projet. Plus tard dans l’année, Ritzinger quitte Fides-SARL, refusant de gérer seul le projet et de soutenir la succursale en même temps. Fides s’entend avec Jean Lanore de la Maison Fernand Lanore, de passage à Montréal, pour qu’il s’occupe de la distribution des publications de Fides. L’entente dure trois ans, jusqu’à la faillite de Lanore en 1969. Entre-temps, le sort de Fides-SARL est scellé et les démarches de dissolution sont complétées en octobre 1968. De 1955 à sa dissolution, la succursale est maintenue en vie pour l’image et la vitrine qu’elle pouvait donner de Fides au Canada en thème de prestige, et la possibilité qu’un jour que la succursale s’autofinance par les ventes.

### Québec et Canada
Au niveau du Québec, Fides est la première entreprise québécoise à mettre en place une chaîne de librairies, plusieurs succursales et dépôts sur le territoire québécois. C’est sous l’égide de Victor Martin (frère du père Martin), directeur des Éditions Fides, que ces entités sont mises en place dans différents endroits du Québec. Elle profite de l'existence d'un réseau de librairies indépendantes dans les régions pour trouver des dépositaires, et du nouveau système accréditation des librairies québécoises pour ouvrir des succursales, afin d’augmenter sont influences au Québec. Ainsi, de 1958 à 1973, plusieurs librairies et dépositaires verront le jour à travers le Québec, notamment dans des municipalités éloignées des grands centres.
Listes des succursales et dépôts au Québec, :
| Succursales | Dépositaires |
| --- | --- |
| - Montréal (Siège social) - Rivière-du-Loup - Rimouski - Amqui - Thetford Mines - La Sarre - Trois-Rivières - Roberval - Cégep du Vieux-Montréal - Montmagny | - Alma – Librairie Lac Saint-Jean - Gaspé - Librairie Jalobert - Hauterive -Librairie Garnier - Jonquière – Les Éditions du Réveil - La Malbaie - Librairie de La Malbaie - Matane - Librairie Sirois - Nicolet - Librairie diocésaine de Nicolet - Drummondville - Librairie diocésaine de Drummondville - Victoriaville - Librairie diocésaine de Victoriaville - Montréal - Librairie populaire de la paroisse de La Nativité |

Au niveau canadien, ce sont des institutions francophones ou catholiques qui approchent Fides pour que cette dernière vienne chez eux. C’est dans la région des Prairies qu’elle ouvre sa première succursale, en 1954, à Saint-Boniface (Manitoba). Ses objectifs sont de desservir les communautés francophones dans l’Ouest et d’essayer de pénétrer le marché catholique anglophone, tout en parallèle de faire de cette librairie un « centre de propagande du bon livre » dans les diocèses catholiques à l’ouest de l’Ontario. C’est l’archevêque de Saint-Boniface qui propose à Fides de venir dans son diocèse. Plus tard, Fides ouvre, en Alberta, une succursale à Edmonton et un dépôt à Saint-Paul, après des discussions avec l’évêque de Saint-Paul. Autre que les Prairies, Fides est présent à Edmundston (Nouveau-Brunswick), avec la Librairie du Madawaska, et à Windsor (Ontario) avec l’Association des parents et instituteurs de langue française de l’Ontario, qui agissent comme dépositaire. Également, la communauté canadienne-française installée aux États-Unis sera desservie par le Centre franco-américain de Hartford, dans l’état du Connecticut, qui agit comme dépositaire.
Dans tous les cas, lors de la création d’une succursale, Fides procède toujours les mêmes étapes : elle rencontre les élites locales, évalues les ressources et les besoins du milieu, obtient l'approbation de l’évêché du coin, et inauguration officielle avec les autorités régionales. Elle met de l’avant ses nombreux succursales et dépôts, tant dans ses publicités et brochures que dans les discussions, pour convaincre les éditeurs européens de faire affaire avec elle.
Toutefois, plusieurs succursales vont fermer dû à leur faible rentabilité, particulièrement à cause de la conjoncture économique qui frappe le monde du livre. Sa situation financière le pousse à se départir de ses deux succursales de l’Ouest et du dépôt de Saint-Paul en 1964. Les deux succursales sont cédées à des groupes francophones, une société par actions du nom de Librairie Schola Bookstore Ltd reprend celle d’Edmonton, et Librairie Lumen Bookstore celle de Saint-Boniface. La vente de la succursale manitobaine fut aussi pour diminuer les coûts d’emprunt et avoir un meilleur taux de financement auprès de la Banque Canadienne Nationale, que de vendre l’imprimerie, pour le financement de l’achat du terrain sur boulevard Dorchester. Quant aux succursales du Québec, celles de Hauterive et Montmagny ferment en même temps que ceux de l’Ouest. Les autres vont fermer en 1974, faute également de rentabilité suffisante pour les maintenir en vie. Seule celle de Montréal reste ouverte, pour les demandes des institutions montréalaises. Également, le système de contrôle des ouvrages chez Fides fait que les succursales ne peuvent fournir la demande du public. Le contrôle sur les ouvrages qui sont mis à la vente dans les succursales amène des délais de livraison et pousse certains clients à aller voir chez d’autres libraires, ceci sur la base de principes moraux qui lui interdit de vendre des ouvrages non conformes à la doctrine catholique.

## Publications

### Collections littéraires
- Cahiers d’art Arca (1942)
- Collection Alfred (1942)
- Études sur notre milieu (1942)
- Le Message français (1942)
- Philosophie et problèmes contemporains (1942)
- Radio-Collège (1942)
- Textes d’action catholique (1942)
- Bibliothèque économique et sociale (1944)
- Collection du Nénuphar (1944)
- Contes et aventures (1944)
- Les Grands Auteurs spirituels (1944)
- Textes bibliques (1944)
- L’Hermine (1945)
- Sélecta (1945)
- Les Archives du folklore (1946)
- Maîtres de la spiritualité (1946)
- Amour et aventures (1947)
- Bibliothèque d’action catholique (1947)
- Figures angéliques (1947)
- Grands Serviteurs de Dieu (1947)
- La Vérité sur… (1949)
- La Grande Aventure (1950)
- Rêve et vie (1950)
- Textes d’action catholique (1950)
- Trésor de la jeunesse (1950)
- Éveil (Album) (1952)
- Histoire du Canada par les textes (1952)
- La Bonne Semence (1953)
- Fleur de lys (1955)
- Belles Légendes (1956)
- Classiques canadiens (1956)
- Histoire de la Province de Québec (1956)
- Albums du gai lutin (1957)
- Le Cornet d’or (1957)
- Eaux vives (1957)
- L’Élève et le Maître (1957)
- Jeunes intrépides (1957)
- Le Pélican (1957)
- Pionniers de la foi (1957)
- Aventuriers du ciel (1958)
- La Gerbe d’or (1958)
- Les Gloires oubliées (1958)
- Légendes dorées (1959)
- P’tits Bouts de chou (1959)
- Alouette blanche (1960)
- Alouette bleue (1960)
- Alouette des jeunes (1960)
- Contes de Maman Fonfon (1960)
- Contes de Pierrot (1960)
- La Fontaine d’Élie (1960)
- Foi et liberté (1961)
- Liturgie vivante (1962)
- Les Albums de l’arc-en-ciel (co-édition avec les Éditions du Cerf) (1963)
- Écrivains canadiens d’aujourd’hui (1963)
- Histoire de la Nouvelle-France (1963)
- Présence (1963)
- Histoire du Canada (dans Mes Fiches) (1963)
- Les Quatre vents (1964)
- Bibliothèque canadienne-française (1965)
- L’Église aux quatre vents (1965)
- La Pensée chrétienne (1965)
- Histoire économique et sociale du Canada français (1966)
- Dossiers de documentation sur la littérature canadienne-française (1967)
- Études littéraires (1967)
- Histoire religieuse du Canada (1968)
- Les Dossiers d’histoire du Canada (1969)
- Vies canadiennes (1972)
- Voix québécoises (1972)
- Héritage et projet (1973)
- Satellite 2000 (1974)
- Archives québécoises de la radio et la télévision (1975)
- Comment faire… (1975)
- L’Église du Québec (1975)
- Regardes scientifiques sur les religions (1975)
- Cahiers de recherche éthique (1976)
- Intermondes (1976)
- Loisirs et culture (1976)
- Éducation et religion (1977)
- Espace-temps (1978)

#### Le Message français
La collection est créée en 1942, à la demande de Roger Varin, dans le but « d’offrir des extraits des grands auteurs catholiques du XXe siècle ». Elle cherche à combler la pénurie d’ouvrages européens au Québec. Cinq volumes seront publiés en 1942 et 1943 : Charles Péguy, Paul Claudel, Philippe Pétain, Georges Duhamel, et Guy de Larigaudie. Sa ligne éditorialiste s'approchant de celle de la France de Pétain, elle cesse ses publications avec l’avancement de la guerre.

#### Selecta
Elle est créée en 1945, « dans l’espoir de faire concurrence aux petits classiques des éditeurs européens » au Québec. Onze titres sont lancés entre 1945 et 1948 et qui sont composés de choix de textes : Ronsard, Baudelaire, Villon, Lamartine, André Chénier, Mme De Sévigné, Théophile Gauthier, Alfred de Musset, Alfred de Vigny, et Louis Mercier. Elle est abandonnée devant le peu d’exemplaires vendus et les stocks sont soldés en 1953. L’échec de cette collection va servir pour la Collection du Nénuphar, le père Martin retenant les erreurs à ne pas répéter.

#### Collection du Nénuphar
Lancée discrètement en 1944, mais au grand public en 1948, elle est l’une des plus célèbres collections de Fides, créée par le père Martin, avec la collaboration de Félix-Antoine Savard et de Luc Lacourcière. Son but sera de servir d’écrin à des classiques de la littérature canadienne. Parfois surnommée la « Pléiade québécoise », elle permet de placer Fides à l’avant-scène du monde de l’édition. Elle présente des récits de découvreurs et d’explorateurs, d’écrits de mémorialistes et historiens du Régime français, et d’œuvres d’écrivains du 19e et 20e siècle. La collection est considérée comme une des plus réussite au Québec; Miron s’en inspire pour la Collection Rétrospective chez L'Hexagone en 1965.
Sa création vient du projet de publication de l’édition revisitée du roman Menaud, maître-draveur de Savard. Le père Martin le rencontre en 1941 pour les détails du contrat. Durant les discussions, entre lui, Savard et son secrétaire Lacourcière, l’idée d’une collection patrimoniale apparaît. Souhaitant voir un support qui mettrait en valeur des classiques canadiens, les trois élaborent, dans leurs discussions et conseils donnés, un projet de collection littéraire,. Elle regroupe les œuvres jugées comme des classiques de la littérature canadienne-française par les responsables de la collection. La raison du choix du roman comme premier ouvrage pour inaugurer cette collection vient du succès de l’ouvrage auprès du public et des critiques littéraires. Pour la réussite de cette collection, le père Martin retient des erreurs de la collection Sélecta: d’avoir pris des textes de France d’auteurs peu connus du large public du Québec et de ne pas avoir de collaborateurs renommés.
La collection devait s’appeler au départ « Classiques canadiens ». Cependant, Savard n’apprécie pas le terme "classiques" du titre, trouvant que le mot ne colle pas avec son personnage de Ménard; de même que son secrétaire Lacourcière souligne les risques de polémiques avec la communauté littéraire et intellectuelle sur l’utilisation de ce terme. Ce dernier propose comme alternatif le nom de "Collection du Nénuphar" et avec comme sous-titre « les meilleurs auteurs canadiens ». Il propose même l’emblème de la collection, un dessein d’un nénuphar réalisé par André Morency. Il justifie son choix sur le fait que cette plante se trouve partout au Canada, y compris dans l’extrême nord.
Au niveau de la maquette de l’ouvrage, le père Cordeau propose un liseré noir et rouge pour rappeler une ceinture fléchée, et deux couleurs de cadre indiqueront le siècle de l’œuvre : bleu pour le 19e et rouge pour le 20e. Comme la collection « Nénuphar » se voulait un écrin pour les classiques canadiens, tous les moyens sont mis pour en faire un livre de luxe : choix du papier, couverture texturée, typographie, pages non massicotées, et un liséré rouge et noir qui borde la couverture suggère la ceinture fléchée.
La collection est dirigée par le père Cordeau, de 1944 à juin 1947, publiant les 11 premiers ouvrages, dont celui de Savard. À la suite des remarques de Lacoursière sur son inexpérience dans le domaine, après avoir relu son travail sur l’ouvrage Forestiers et voyageurs de Joseph-Charles Taché qui comptait publier, ce dernier le remplace. Lacoursière à la pleine liberté sur les titres et les choix des textes à paraître dans la collection. Il reste au poste jusqu’en 1989.
La collection cesse d'exister en 2004, dû à la présence sur le marché de livres moins chers, de l’intérêt de moins en moins marqué du lecteur pour des éditions luxueuses, et que la collection n’arrive plus à la fin à faire ses frais. Durand son existence, 72 titres sont publiés. Son prestige vient que les auteurs qui s'y trouvent sont aimés par les critiques et que le modèle même de la collection est destiné à l’enseignement.

#### Collection Classiques canadiens
Créée en 1956, elle reprend le modèle de la Collection du Nénuphar, dans un format poche et à un prix accessible, adapté aux réseaux scolaires. Elle introduit des auteurs qui ne furent pas sélectionnés pour la Collection du Nénuphar, et donne plus la place aux grands personnages de la Nouvelle-France et du 19e siècle. Elle cesse de paraître en 1972 avec 45 titres publiés. Elle est dirigée par un comité composé de l’auteur Félix-Antoine Savard, de Luc Lacoursière (qui dirige la Collection du Nénuphar), Marcel Trudel, Benoît Lacroix et Guy Frégault.

#### La collection Alouette
Créée en 1960, elle est une réponse à la collection Livre de poche lancée la même année par l’éditeur Hachette et qui commence à envahir le Québec. Cette collection est subdivisée en trois séries : Alouette blanche (religieux), Alouette bleue (œuvres littéraires) et Alouette des jeunes (enfants). Devant le succès important de la série Alouette bleue dans le milieu scolaire, le père Martin la remplace en 1965 par la Bibliothèque canadienne-française.

#### Bibliothèque canadienne-française
Créée en 1965 sur le succès de la série Alouette bleue de la Collection Alouette, elle est destinée au réseau scolaire. Sa présentation est améliorée et mieux adaptée au marché scolaire. Les ouvrages comportent une introduction, une bibliographie et une chronologie, réalisés par des spécialistes, pour faciliter l’étude de l’auteur et du texte discuté dans les programmes scolaires. Plusieurs titres venant de la série bleue y sont réédités.

#### Bibliothèque Québécoise et Éditions Bibliothèque Québécoise
En 1979, tout en conservant la même formule, la collection Bibliothèque canadienne-française devient la collection Bibliothèque Québécoise, connue également sous le nom de BQ.
Elle devient une société indépendante en 1988, propriété à parts égales des maisons d’édition Fides, Leméac et Hurtubise HMH. L’objectif est de créer une collection de formats poche réunissant les fonds des trois sociétés d’édition, permettant la création d’un « lieu dédié à la défense et à l’illustration de la littérature québécoise ». Parmi ces buts, ils cherchent à s’assurer d’une force de frappe éditoriale et commerciale commune, et d’un résultat sur presse de qualité pour le format. Fides cesse d’être impliqué dans cette entreprise en 2010, à la suite de sa faillite, laissant les deux autres maisons d’édition s’en occuper.

#### La Gerbe d’or
Voulant avoir des résultats positifs sur le plan des nouveautés et attirer de jeunes auteurs, Fides profite du manuscrit reçu Le Mauvais Pain de Jean-Paul Pinsonneault pour lancer une nouvelle collection littéraire. Créée en 1958, elle se compose de romans et basée sur le même modèle de la Collection du Nénuphar. Onze ouvrages sont publiés, dont six viennent déjà de la Collection du Nénuphar. C’est le roman Élise Velder de Robert Choquette qui ouvre la collection, Fides misant sur une valeur sûre pour la réussite du lancement. Cependant, seuls trois titres ont un succès. Elle cesse d’être publiée en 1963.

### Quotidiens
- Revue Mes Fiches (1937-1965)
- Revue Héraut (1947-1965)
- Revue Lecture (1946-1966)
- Revue Fiches bibliographiques de littérature canadienne (1966)
- Revue Dossiers de documentation sur la littérature canadienne (1966)
- Revue L’Église canadienne (1968)
- Revue L’Élève (1952-1966)
- Revue Le Maître (1952-1966)

#### Mes Fiches
réée en mars 1937 comme moyen de revenue pour le Scolasticat de Sainte-Croix, la publication se veut comme « un instrument destiné à développer chez ses lecteurs le sens de la méthode et de l'organisation de l'information en les initiant à la classification décimale comme base d'organisation des connaissances ». Tiré à 2 000 exemplaires au départ, elle est finalement imprimée 10 000 exemplaires par après devant le succès. Revue bimensuelle, chaque édition est composée de 16 fiches de lecture, qui est accompagnée d’un résumé de lecture, les références complètes de l'ouvrage (ou partie d'ouvrage) et sa cote de classification. Elle cesse d’être publiée en 1966.

#### Lectures
La création de la revue Lecture en 1946 vient de la participation de Fides dans la campagne épiscopale de moralité publique lancée par Mgr Valois et le cardinal Villeneuve. Le but de la revue étant de « former et informer les prescripteurs de la lecture (prêtres, bibliothécaires, libraires et enseignants) à mettre les abonnés en garde contre la propagation des mauvais livres et à exercer des pressions sur les éditeurs pour qu’ils cessent de mettre en circulation des ouvrages interdits ». Elle « dresse la cartographie morale de presque toute la production littéraire québécoise (et française) ». L’idée à l’origine de cette revue vient de l’allocution du cardinal Villeneuve, lors de l’inauguration du siège social de Fides sur la rue Saint-Jacques, intitulé Les Problèmes des lectures. Elle cesse d’être publiée en 1966.

#### L’Élève et Le Maître
Créées en 1952 sur l’idée de Roland Canac-Marquis, les revues sont destinées pour les élèves et le corps enseignant de 3e à la 7e année comme outils d’enseignement. Le succès des revues amène Fides à acheter une imprimerie l’année suivante.
Cependant, la revue L’Élève est critiquée par un comité d’appréciation des manuels scolaires de la Commission des écoles catholiques de Montréal (CÉCM), lui reprochant de n’être pas à jour au niveau du contenu proposé dans la revue. Sur le plan religieux, la revue ne suivait pas le courant de réformes venant du Vatican II, le comité soulignant que les textes sont désuets et trop moralistes, et que les images sont « dénudées de valeurs spirituelles, mais néfastes ». Reconnaissant les critiques, Fides réforme sa revue pour la rendre au goût et aux réalités du jour. Elle veut également éviter que les critiques de la CÉCM sur la revue poussent les autres commissions scolaires à interdire la revue. Ne retrouvant pas le succès, même après les modifications, elles cessent d'être publiées en 1966.

### Autres publications
- Écrivains du Québec (Disque) (1969)
- Dictionnaire pratique des auteurs québécois (Dictionnaire) (1975)
- Le Dictionnaire du cinéma québécois (1978), première version, dirigé par Michel Houle et Alain Julien